# Vostok (cohete)
El cohete ruso Vostok (en ruso "Восток" y traducido al español como "Este") fue un cohete cargador orbital que entró en servicio a partir de 1958, y cuyas últimas versiones suspendieron sus operaciones en 1991, tras más de 30 años en servicio. Su diseñador se basó en la estructura del misil R-7 (en ruso "Семёрка" y traducido al español como "Semyorka"), que fue un proyecto militar soviético creado durante la década de 1950 por Serguéi Koroliov.
Es conocido internacionalmente por haber sido el cohete que lanzó la cápsula espacial homónima, en la que viajó en 1961 el primer cosmonauta de la historia, Yuri Gagarin a bordo de la cápsula Vostok 1. Así mismo, impulsó en 1963 la cápsula Vostok 6 con la primera mujer cosmonauta a bordo, Valentina Tereshkova.

## Historia
A finales de los años 1950, el secretismo más absoluto rodeaba el programa espacial tripulado en la Unión Soviética. Los militares soviéticos no querían que se supiese el más mínimo detalle sobre el misil R-7, utilizado como base para la creación del cohete Vostok. De ahí el interés en controlar la información sobre el proyecto en sí.
En las fotografías y documentales soviéticos de la época el cohete aparecía simplemente como “Vostok”, y por si esto fuera poco, se empleaban imágenes que nada tenían que ver con este derivado del R-7 "Semyorka".

## Variantes

### Resumen de Variantes del Cohete Vostok
| Tipo         | GRAU   | Descripción | Primer lanzamiento | Último lanzamiento | Número de lanzamientos |
| ------------ | ------ | --- | ------------------ | ------------------ | ---------------------- |
| Vostok-L     | 8K72   | Usado para lanzar algunas de las primeras sondas espaciales del Programa Luna                                              | 23.09.1958         | 16.04.1960         | 9                      |
| Vostok       | 8K72   | | 15.05.1960         | 01.12.1960         | 4                      |
| Soyuz/Vostok | 11A510 | Híbrido entre un cohete Soyuz y Vostok. Solo se usó dos veces para lanzar dos satélites de prueba                          | 27.12.1965         | 20.07.1966         | 2                      |
| Vostok-K     | 8K72K  | Usado para lanzar las Misiones Vostok y algunos satélites de reconocimiento                                                | 22.12.1960         | 10.07.1964         | 13                     |
| Vostok-2     | 8A92   | Se usó en más de 50 misiones, siendo usado para lanzar satélites espías y de reconocimiento a órbitas geoestacionarias     | 01.06.1962         | 12.05.1967         | 44                     |
| Vostok-2M    | 8A92M  | Se usó en más de 50 misiones, siendo utilizado para lanzar satélites espías y de reconocimiento a órbitas geoestacionarias | 28.08.1964         | 29.08.1991         | 93                     |

### Vostok L (8K72)
Fue a principios de 1958 cuando se presentaron los primeros desarrollos de esta célebre variante, que también sería utilizada para lanzar las primeras sondas espaciales hacia la Luna.
El diseño final de este cohete encargado a la OKB-154 dirigida por Semión Kósberg, proponía en su variante básica la colocación de una etapa superior, denominada "Block Ye" (en ruso "Блок Е" y traducido habitualmente al español como "Bloque E"), que debería ser el que colocase la carga útil en una órbita determinada. 
El primer lanzamiento de un cohete Vostok (Vostok-L) tuvo lugar desde el Cosmódromo de Baikonur, el 23 de septiembre de 1958. Fue fallido. Se pretendía lanzar como carga útil el primer intento de sonda lunar, la Luna E-1, creada con el propósito de hacer impacto sobre la superficie de nuestro satélite. En el despegue, el bloque Е sufrió un mal funcionamiento en los motores y estalló sobre los demás propulsores, cayendo e impactando sobre el punto de lanzamiento, 92 segundos después de iniciado el vuelo. El resto del cohete, su estructura principal, voló por los aires, cayendo a un par de kilómetros del lugar. Este accidente fue provocado por las vibraciones de alta frecuencia en la cámara de combustión del bloque Е, algo que se transformaría en un problema persistente en los lanzamientos del R-7 y sus derivados durante los siguientes dos años. En un segundo intento de lanzamiento, esta vez con la nave Luna E-1A, sufrió el mismo tipo de fallo a los 104 segundos de vuelo.
La mayoría de los lanzamientos del Vostok-L fueron fallidos debido al reto tecnológico que en la época suponía añadir una tercera etapa a un cohete y conseguir que arrancara en pleno vuelo de forma automática.
El primer vuelo exitoso de un Vostok-L se produjo en enero de 1959, durante el lanzamiento de la Luna 1, la primera sonda en salir de la gravedad de nuestro planeta. El éxito fue parcial, debido a que la sonda jamás llegó a cumplir su misión de impactar sobre las superficie lunar, por el apagado temprano de otro bloque Е. Debido a esto, Luna 1 solo pasó por la cara oculta del satélite 34 horas después de su puesta en órbita, y siguió a la deriva por los confines del espacio exterior, siguiendo hasta el día de hoy en una trayectoria que la sitúa entre la Luna y Marte.
Meses más tarde, en septiembre de 1959, el cohete conseguiría lanzar con éxito el Luna 2 que si impactaría contra la superficie de la luna, convirtiéndose en el primer objeto hecho por el hombre que alcanzaba otro mundo.
| Número | Fecha                    | Carga Útil | Cosmódromo                    | Notas |
| ------ | ------------------------ | ---------- | ----------------------------- | --- |
| 1      | 23 de septiembre de 1958 | Luna 1     | Baikonur / Plataforma Gagarin | Fallo |
| 2      | 12 de octubre de 1958    | Luna 1     | Baikonur / Plataforma Gagarin | Fallo |
| 3      | 4 de diciembre de 1958   | Luna 1     | Baikonur / Plataforma Gagarin | Fallo |
| 4      | 2 de enero de 1959       | Luna 1     | Baikonur / Plataforma Gagarin | No impactó en la Luna, como estaba planeado y quedó en órbita alrededor del sol convirtiéndose en el primer "mundo artificial" del sistema solar. |
| 5      | 18 de junio de 1959      | Luna 2     | Baikonur / Plataforma Gagarin | Fallo |
| 6      | 12 de septiembre de 1959 | Luna 2     | Baikonur / Plataforma Gagarin | Éxito |
| 7      | 4 de octubre de 1959     | Luna 3     | Baikonur / Plataforma Gagarin | Éxito, fue la tercera sonda espacial enviada a la Luna Realizó las primeras fotografías de la cara oculta de nuestro satélite.                    |
| 8      | 15 de abril de 1960      | Luna 4     | Baikonur / Plataforma Gagarin | Fallo |
| 9      | 19 de abril de 1960      | Luna 4     | Baikonur / Plataforma Gagarin | Fallo |
| 10     | 15 de mayo de 1960       | Sputnik 4  | Baikonur / Plataforma Gagarin | Éxito, primer vuelo de una nave vostok 1K |
| 11     | 28 de julio de 1960      | Sputnik 5  | Baikonur / Plataforma Gagarin | Fallo, en este vuelo murieron las perras Lisichka y Chayka.                                                                                       |
| 12     | 19 de agosto de 1960     | Sputnik 5  | Baikonur / Plataforma Gagarin | Éxito, en ese vuelo se recuperaron sanas a Belka_y_Strelka                                                                                        |
| 13     | 1 de diciembre de 1960   | Sputnik 6  | Baikonur / Plataforma Gagarin | Éxito, fue el tercer lanzamiento de una cápsula vostok-1K. La cápsula fue autodestruida en órbira con los perros Pchyolka_y_Mushka a bordo.       |

### Vostok K (8K72K)

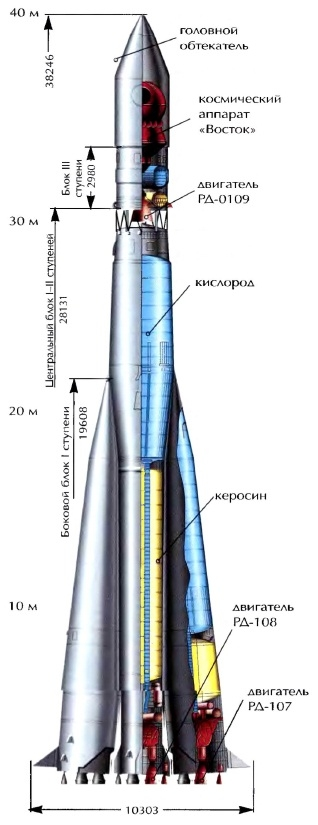
R-7 Vostok

Esta variante, denominada por Koroliov como Vostok-K, integraba nuevos circuitos electrónicos y una mejora sustancial en el tiempo y protección del lanzador. Incrementaba la potencia con una etapa rediseñada en dos etapas, e incluía una nueva cofia, que sería utilizada para proteger la nave Vostok durante el ascenso al espacio.
También se modificaron los motores que pasarían de ser los RD-0105 a los RD-0109 (8D719) con un aumento de la potencia de empuje de 49,40 a 54,52 kilonewtons.
La configuración final de esta versión consistía en una primera etapa con cuatro aceleradores denominados 
Block (B, V, G y D), con motores RD-107 (8D74) de 815 kN, una segunda etapa central Blok-A con un motor RD-108 (8D75) y finalmente una tercera etapa Blok-E con un RD-0109 (8D719). Esta variante tenía un peso al despegue 287 toneladas y podría colocar en órbita baja 4730 kg. Medía 38,36 metros de altura.
De todas formas, el 22 de diciembre de 1960, su primer vuelo falló, de nuevo debido al mal funcionamiento del bloque Е. Afortunadamente, se salvó su carga útil, una cápsula Korabl-Sputnik de tipo 1K que cayó horas más tarde sobre el desierto Kazajo, cargada con dos perros que lograron sobrevivir. Este lanzamiento debería haber sido el Sputnik 9, que se volvería a lanzar el 9 de marzo de 1961.
Después de más mejoras íntegradas con vista a su misión más importante, el Vostok-K pudo lanzar exitosamente su cápsula homónima el 12 de abril de 1961, siendo Yuri Gagarin el primer cosmonauta soviético en sobrevolar el planeta Tierra en una órbita terrestre.
Esta versión realizó 13 lanzamientos en total entre 1960 y 1964. Con ella se lanzaron seis misiones tripuladas, todas con éxito, por lo que el programa tripulado paso a usar el cohete Vosjod.

#### Historial de Lanzamientos
| Fecha      | Nombre de la misión                  | Carga/Cápsula           |
| ---------- | ------------------------------------ | ----------------------- |
| 22/12/1960 | Korabl-Sputnik (4) / Sputnik (9) (F) | Vostok-1K #4            |
| 09/03/1961 | Korabl-Sputnik 4 / Sputnik 9         | Vostok-3KA #1           |
| 25/03/1961 | Korabl-Sputnik 5 / Sputnik 10        | Vostok-3KA #2           |
| 12/04/1961 | Vostok 1                             | Vostok-3KA #3           |
| 06/08/1961 | Vostok 2                             | Vostok-3KA #4           |
| 11/12/1961 | Kosmos (1b)(F)                       | Zenit-2 #1              |
| 26/04/1962 | Kosmos 4 / Sputnik 14                | Zenit-2 #2              |
| 11/08/1962 | Vostok 3                             | Vostok-3KA #5           |
| 12/08/1962 | Vostok 4                             | Vostok-3KA #6           |
| 14/06/1963 | Vostok 5                             | Vostok-3KA #7           |
| 16/06/1963 | Vostok 6                             | Vostok-3KA #8           |
| 30/01/1964 |                                      | Elektron 1 / Elektron 2 |
| 10/07/1964 |                                      | Elektron 3 / Elektron 4 |

### Soyuz/Vostok  (11A510)
Esta versión del Vostok era un híbrido con una primera etapa del cohete Soyuz, la segunda etapa de un Vostok y una tercera etapa experimental, con lo que acabaría siendo la segunda etapa de un cohete Tsyklon-2. Solo se lanzó en dos ocasiones, en 1964 y 1965 con satélites
Esta variante fue retirada de servicio con la entrada en producción de los cohetes Tsyklon-4, surgida después de la cancelación del programa de cohetes UR-200.

### Vostok 2 (8A92)
La versión siguiente a la Vostok-K fue el Vostok 2, con cambio en sus motores y circuitos electrónicos. Teniendo en cuenta el fin del Programa Vostok de Naves Tripuladas en 1962, Koroliov pensó que el mejor uso para la tecnología finalmente obtenida del R-7 era el lanzamiento de cargas útiles al espacio, como sondas y satélites de telecomunicaciones.
En el Vostok 2, el arreglo fue tan solo de los motores, teniendo en cuenta la falta de potencia de varios de ellos desde la anterior versión. Su principal uso fue el lanzamiento de los satélites de espionaje Zenit-2. Se lanzaron 45 misiones de esta variante entre 1961 y 1967.
De nuevo los primeros lanzamientos fueron un fracaso por los errores en el sistema de guía y el mal funcionamiento de la Etapa 2, como por el fallo de los motores de la Etapa 1.

### Vostok 2M (8A92M)
El Vostok 2M era una reforma interna del Vostok 2, a la que se incorporaron nuevos sistemas eléctricos, sistemas de guía, y motores más seguros. Estuvo en servicio desde 1964 hasta 1991, momento en el que tras 33 años de servicio cesó su producción en favor de versiones más modernas del célebre cohete Soyuz. Tuvo tan solo dos fallos, aunque en uno de estos accidentes murieron 48 operarios que se encontraban en su plataforma de lanzamiento durante 1980, fallo ocurrido debido a un filtro de peróxido de hidrógeno del bloque Е.
El filtro había sido soldado, lo que causó una descomposición de la mezcla, la posterior rotura del conducto y finalmente su mezcla con los otros componentes del cohete en sí. Todo se tradujo en el incendio del bloque y su repentina explosión, dañando toda la estructura del lanzador y del punto de lanzamiento, que había sido ubicado en el Cosmódromo de Plesetsk, y no sería usado hasta tres años más tarde, debido a su destrucción y posterior reconstrucción. La última carga útil que colocó en órbita fue el satélite indio IRS-1B, de la Agencia India de Investigación Espacial.

## Especificaciones del Cohete Vostok K

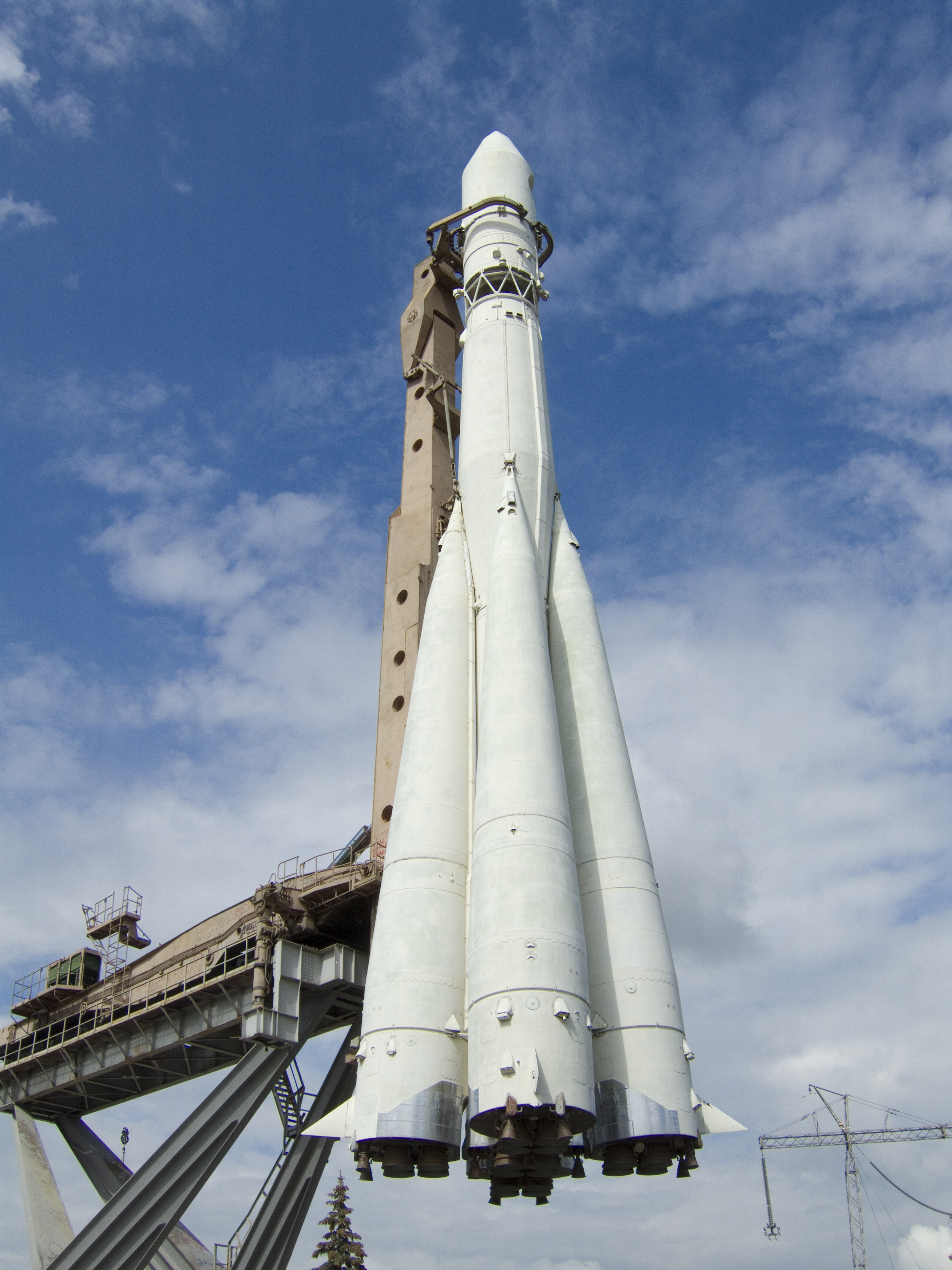
Cohete Vostok 8K72K expuesto en Moscú

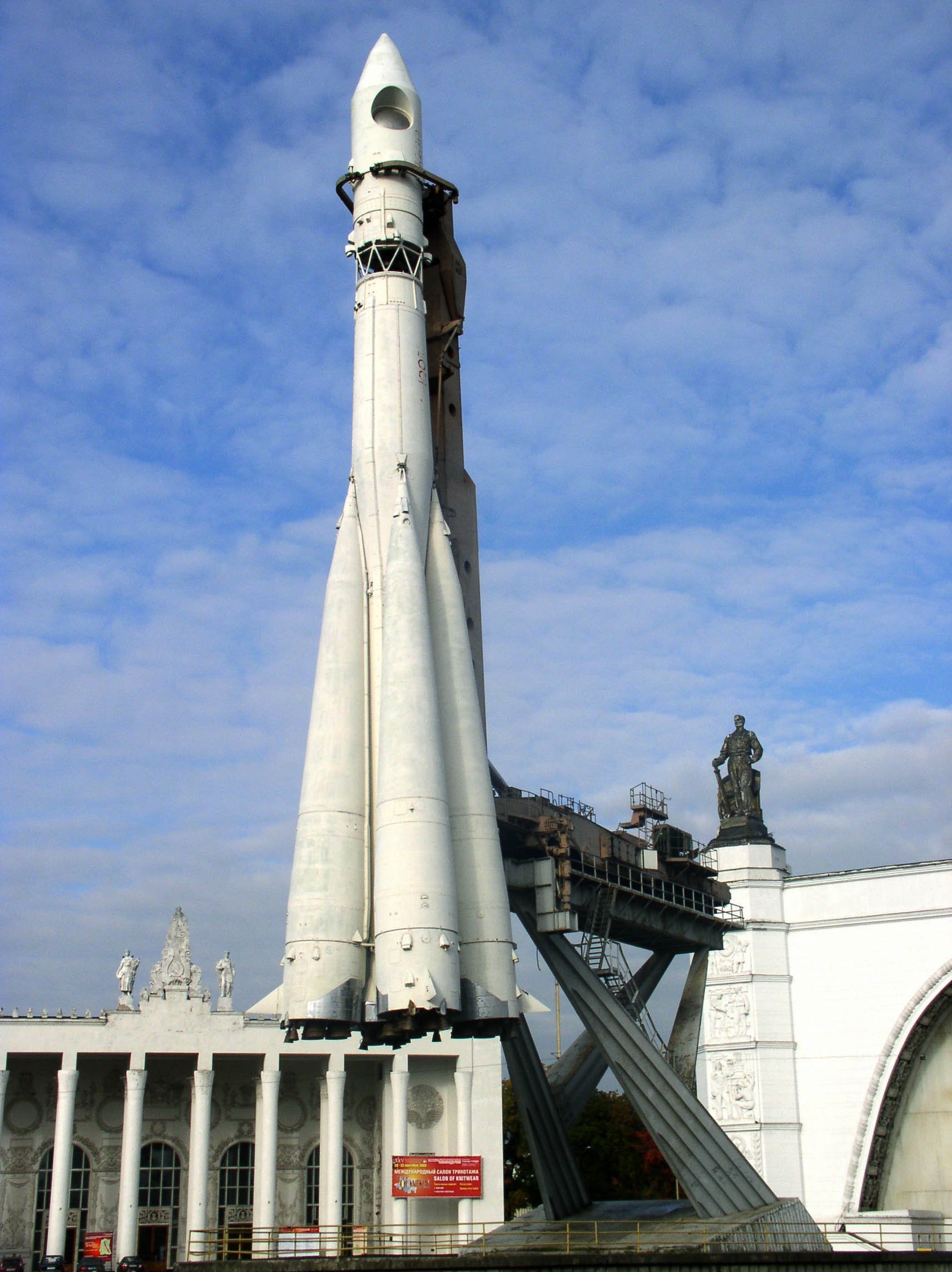
R-7 8K72 Vostok exhibido en el Centro Panruso de Exposiciones

- Etapa: 1 - Aceleradores; 4 x Vostok 8K72K-0 
  - Masa bruta: 43.300 kg
  - Masa en vacío: 3.710 kg
  - Empuje (vac): 4 x 99.000 kilopondio (971 kN) = 3,88 MN
  - Isp: 313 s (3,07 kN·s/kg)
  - Tiempo de quemado: 118 s
  - Isp(sl): 256 s (2,51 kN·s/kg)
  - Diámetro: 2,68 m
  - Envergadura: 8,35 m
  - Longitud: 19,00 m
  - Propelentes: Lox/Kerosene
  - Motores: 1 x RD-107-8D74-1959 por acelerador = 4

- Etapa: 2 - Etapa central; 1 x Vostok 8K72K-1 
  - Masa bruta: 100,400 kg
  - Masa en vacío: 6,800 kg
  - Empuje(vac): 912 kN
  - Isp: 315 s (3.09 kN·s/kg)
  - Tiempo de impulsión: 301 s
  - Isp(sl): 248 s (2.43 kN·s/kg)
  - Diámetro: 2.99 m
  - Longitud: 28.00 m
  - Propergol: Lox/Keroseno
  - Motor: 1 x RD-108-8D75-1959

- Etapa: 3 - Etapa final; 1 x Vostok 8K72K-2 
  - Masa bruta: 7,775 kg
  - Masa en vacío: 1,440 kg
  - Empuje(vac): 54.5 kN
  - Isp: 326 s (3.20 kN·s/kg)
  - Tiempo de impulsión: 365 s
  - Diámetro: 2.56 m
  - Amplitud: 2,56 m
  - Length: 2.84 m
  - Propergol: Lox/Keroseno
  - Motor: 1 x RD-0109[16]